# Girolamo Mattei
Girolamo Mattei  est un cardinal italien  né le 8 février 1547 à Rome et mort dans la même ville le 8 décembre 1603.

## Biographie

### Famille
Girolamo appartient à la riche et influente famille Mattei de Rome. Ses deux frères, Ciriaco et Asdrubale, sont tous deux grands collectionneurs d'art et proches du peintre Caravage lorsque celui-ci séjourne à Rome dans le palazzo familial.
Il est l'oncle du cardinal Cosimo de Torres (1622). Un autre cardinal de la famille est Ruggero Luigi Emidio Antici Mattei (1875).

### Carrière apostolique
Mattei étudie à l'université de Bologne. Il est référendaire du tribunal suprême de la Signature apostolique, protonotaire apostolique, clerc et auditeur général de la chambre apostolique et gouverneur de Civitavecchia. 
Mattei est créé cardinal par le pape Sixte V lors du consistoire du 16 novembre 1586. Le cardinal Mattei est abbé commendataire de l'abbaye de Nonantola et légat apostolique à Avignon, mais il renonce à cette charge. Il est préfet de la Congrégation du Concile. Le pape Clément VIII le charge avec la compilation du Settimo delle Decretali.
Mattei participe aux deux conclaves de 1590 (élection de Urbain VII et Grégoire XIV) et aux conclaves de 1591 (élection d'Innocent IX) et de 1592 (élection de Clément VIII).